# شیدی (روستا)
روستای باستانی زیدی (به انگلیسی: Xidi) روستایی در آسیا اقیانوسیه،در جنوب استان آن هویی (شهرستان یی)، چین است، که بخشی از روستاهای باستانی اعلام شد به همراه روستای هانگکن در میراث جهانی یونسکو در سال ۲۰۰۰ می‌باشد.

## نگارخانه

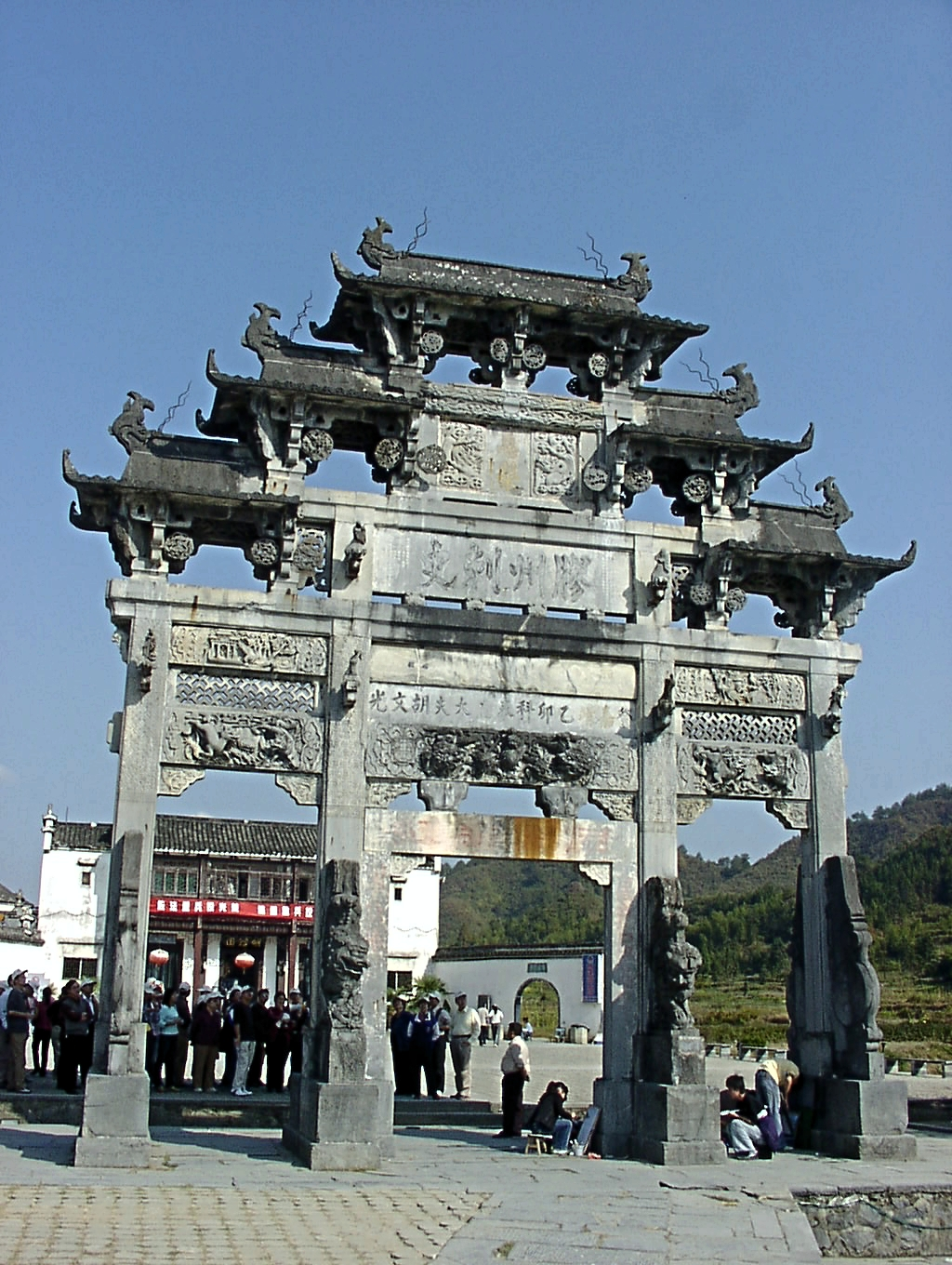
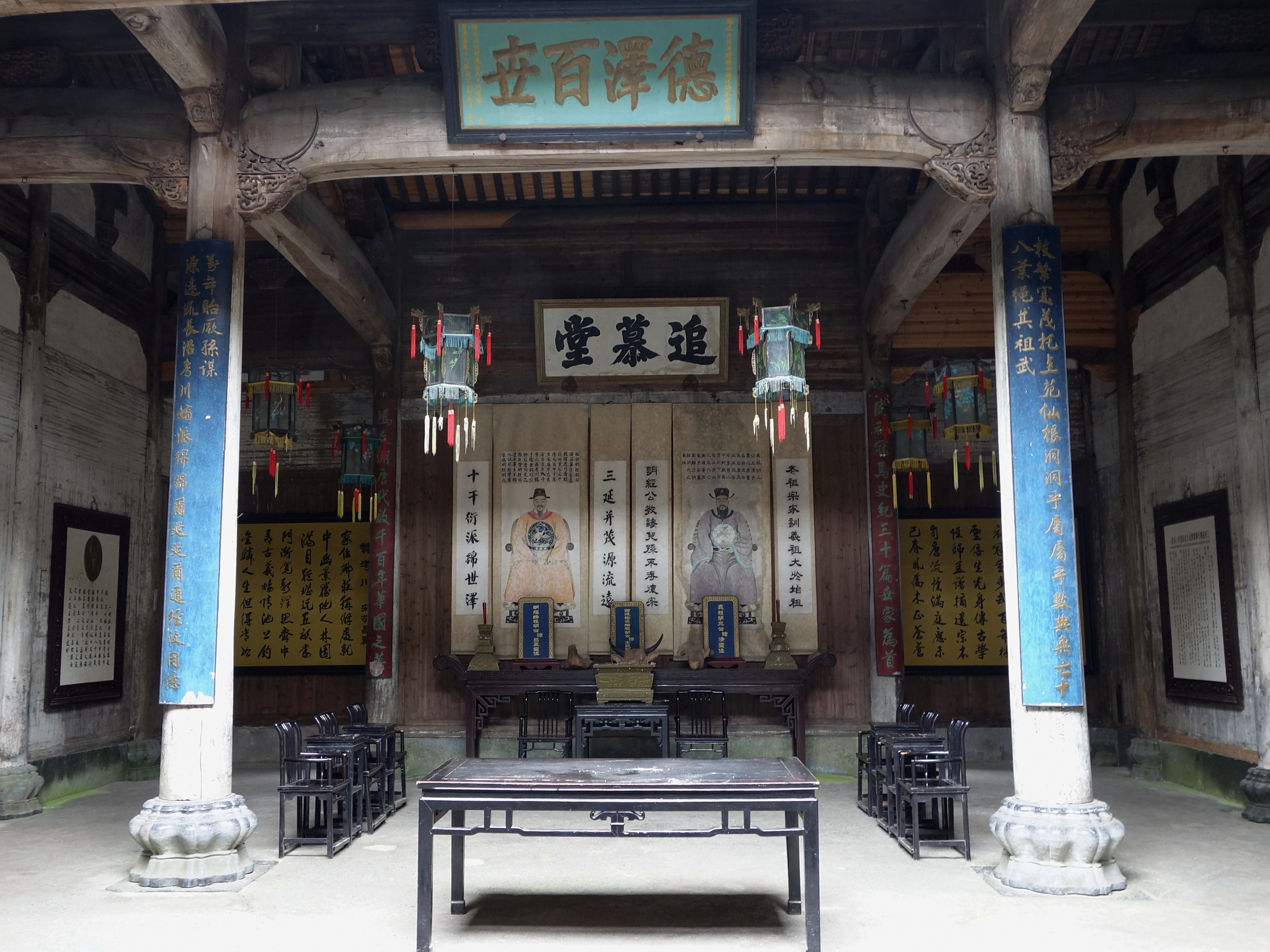